# Thomas Pynchon
 (juillet 2014).
Œuvres principales
- V.
- Vente à la criée du lot 49
- L'Arc-en-ciel de la gravité
- Vineland
- Mason & Dixon
- Contre-jour

Thomas Ruggles Pynchon Junior, né le 8 mai 1937 à Glen Cove dans l'État de New York, est un écrivain américain connu pour ses œuvres mêlant absurde et érudition.
Originaire de Long Island, il commença des études d'ingénieur à l'université Cornell mais arrêta à la fin de sa deuxième année pour rejoindre l'US Navy dans laquelle il passa deux ans. Il retourna à Cornell en 1957 pour suivre des études de lettres.
Après la publication de quelques nouvelles à la fin des années 1950 et au début des années 1960, il a publié huit romans durant les cinq décennies suivantes qui l'ont rapidement classé parmi les écrivains contemporains les plus commentés : V. (1963), Vente à la criée du lot 49 (1966), L'Arc-en-ciel de la gravité (1973), Vineland (1990), Mason & Dixon (1997), Contre-jour (2006), Vice caché (2009) et Fonds perdus (2013). Pynchon est aussi connu pour son refus de toute apparition publique : depuis les années 1950, très peu de photographies de son visage ont été publiées, ce qui a alimenté de nombreuses rumeurs, allant jusqu'à remettre en cause la réalité de son identité. Pynchon est ainsi surnommé « l'écrivain anonyme ».
En 1997, peu après la publication de Mason & Dixon, il fut traqué et filmé par CNN. Irrité par cette invasion de sa vie privée, il accepta de donner une interview en échange de la non-diffusion de ces photographies.
Lorsqu'on l'interrogea sur sa nature recluse, il répondit : « Je crois que reclus est un mot de code utilisé par les journalistes et qui signifie qui n'aime pas parler aux reporters ».
Le critique littéraire Harold Bloom a cité Thomas Pynchon comme un des plus grands romanciers américains de son temps, de pair avec Don DeLillo, Philip Roth et Cormac McCarthy.

## Biographie
En 1937, Thomas Pynchon naît dans une famille de trois enfants à Glen Cove, située sur Long Island, dans l'État de New York. Un de ses ancêtres, William Pynchon, a émigré aux États-Unis sur un bateau de la Winthrop Fleet en 1630 et fondé la ville de Springfield (Massachusetts), inaugurant une lignée de descendants prospères. L'origine de sa famille et certains traits de son aïeul ont fourni à Pynchon une source pour son matériel fictionnel, en particulier pour son roman L'Arc-en-ciel de la gravité (1973).

### Les premières années
Pynchon fréquente l'Oyster Bay High School, où il est nommé « étudiant de l'année ». Il écrit quelques nouvelles pour le journal de son lycée qui contiennent déjà quelques-uns des motifs littéraires et des thématiques récurrentes qu'il développera tout au long de son œuvre : noms bizarres, humour détonnant, usage de drogues illicites et paranoïa (Pynchon, 1952-1953).
Diplômé du lycée en 1953 à l'âge de 16 ans, Pynchon entre à l'université de Cornell pour y étudier le génie physique. Il quitte cependant Cornell à la fin de sa deuxième année pour entrer dans l'US Navy, dans le contexte de la crise de Suez. Il retourne à Cornell en 1957 pour y suivre un cursus d'anglais et publie sa première nouvelle intitulée The small rain dans le Cornell Writer en mai 1959. Il y raconte l'expérience réelle d'un ami dans l'armée. Par la suite cependant, plusieurs personnages ou épisodes de ses ouvrages ultérieurs emprunteront librement à sa propre expérience dans l'US Navy.
À Cornell, Pynchon devient l'ami de Richard Fariña et tous deux vouent ce que Pynchon a désigné comme un « micro-culte » au roman d'Oakley Hall Warlock. Il se remémorera plus tard ses années d'étudiant dans la préface qu'il écrira en 1983 pour le roman de Fariña L'avenir n'est plus ce qu'il était, initialement publié en 1966. Pynchon a-t-il assisté à cette période à des cours donnés par Vladimir Nabokov qui enseignait alors la littérature à Cornell ? Rien n’est moins sûr (Hollander, p. 12-15) ! Nabokov déclare n'avoir pas le souvenir de Pynchon tandis que sa femme, Véra, qui notait parfois les copies de son mari, prétend se souvenir de son écriture singulière, mélange de lettres cursives et imprimées. D'autres professeurs de Cornell, parmi lesquels l'écrivain James McConkey, se souviennent de lui comme d'un étudiant doué et talentueux. En 1958, Pynchon et un camarade de classe nommé Kirkpatrick Sale écrivent une comédie musicale de science-fiction, Minstrel Island, qui dépeint un monde futur régi par les règles de la firme IBM (Gibbs 1994). Pynchon reçoit son diplôme en juin 1959.

### Les premiers romans

#### La rédaction deV.
Après son départ de Cornell, Pynchon commence à travailler à son premier roman. Dans le même temps, il est employé, de février 1960 à septembre 1962, en tant que rédacteur technique pour la firme Boeing à Seattle. Il y compile des articles pour le Bomarc Service News, la lettre d'information qui accompagne le développement du missile sol-air BOMARC, déployé par l'US Air Force (voir Wisnicki 2001-1). Son expérience chez Boeing lui inspirera l'entreprise « Yoyodine » dans V. et Vente à la criée du lot 49. Elle lui a aussi fourni une grande partie de la matière première de L'Arc-en-ciel de la gravité. À sa publication en 1963, V. reçoit le prix de la Fondation William-Faulkner du meilleur premier roman de l'année.
Après son départ de Boeing, Pynchon passe son temps entre New York et Mexico avant de s'installer en Californie où selon certaines sources il reste durant la grande majorité des années 1960 et le début des années 1970 (Frost, 1963). La rédaction de L'Arc-en-ciel de la gravité, son ouvrage le plus célèbre, semble s'être ainsi déroulée principalement dans un appartement de Manhattan Beach. Durant cette période, Pynchon flirte avec le mode de vie et les habitudes de la contre-culture hippie (voir par exemple Gordon, 1994). Cependant, le regard rétrospectif qu'il porte sur les motivations et les valeurs du milieu étudiant de cette période dans sa préface à L'homme qui apprenait lentement et dans son roman Vineland sont pour le moins équivoques.
En 1966, il écrit un reportage de première main sur les émeutes de Watts. Intitulé « A journey into the mind of Watts », l'article est publié dans le New York Times Magazine (Pynchon 1966). À partir du milieu des années 1960, Pynchon publiera régulièrement des préfaces ou des critiques pour un grand nombre de romans ou d'essais. L'un des premiers billets de cette longue série est une critique du roman Warlock d'Oakley Hall qui paraît aux côtés des commentaires de sept autres écrivains dans un reportage consacré aux romans injustement méconnus intitulé « A gift of books » dans le numéro de décembre 1965 du magazine Holiday.

#### Vente à la criée du lot 49

La corne postale, symbole de la société secrète « Trystero » dans Vente à la criée du lot 49

Dans une lettre d’avril 1964 pour son agent, Candida Donadio, Pynchon écrit qu’il fait face à une crise de créativité, et qu’il a quatre romans en route : « Si je les retranscris sur le papier tels qu’ils sont dans ma tête, ils constitueront l’événement littéraire du millénaire » (« If they come out on paper anything like they are inside my head then it will be the literary event of the millennium »)  (voir Gussow, 1998). En décembre 1965, il décline poliment une invitation de Stanley Edgar Hyman à enseigner la littérature à Bennington College, répondant qu’il a résolu, deux ou trois ans auparavant, d’écrire trois romans à la fois. Pynchon qualifie sa décision de « moment de folie temporaire » (« a moment of temporary insanity ») mais précise qu’il est trop têtu pour en abandonner un seul d’entre eux.
Le second roman de Pynchon, Vente à la criée du lot 49, paraît quelques mois plus tard en 1966. Impossible de savoir s’il s’agit de l’un des quatre romans évoqués par Pynchon, mais dans une lettre à Donadio, il écrit qu’il est au milieu d’un livre qu’il qualifie d’« œuvre alimentaire » (potboiler). Quand l’ouvrage atteint 155 pages, il le définit comme « une nouvelle avec des problèmes hormonaux ».
Vente à la criée du lot 49 reçut le prix de la Fondation Richard et Hilda Rosenthal peu après sa publication. Plus concis et linéaire sur le plan narratif que les autres romans de Pynchon, il reste, à l’image de ces autres productions, basé sur la mise en relation d’éléments culturellement et historiquement hétérogènes. Son intrigue suit les traces d’un ancien service postal secret connu sous le nom de « The Tristero » ou « Trystero » sur fond de parodie de drame jacobéen et de conspiration impliquant les os de GI américains de la seconde guerre mondiale.
Tout comme V., le roman contient d’innombrables références à la science et à d’obscurs événements historiques et explore les franges périphériques de la société américaine. Vente à la criée du lot 49 poursuit aussi l’utilisation de paroles de chansons parodiques et de références à la culture populaire mêlées à des allusions érudites (on y trouvera notamment plusieurs allusions à la Lolita de Nabokov).
En 1968, Pynchon fut l’un des 447 signataires de la « Writers and Editors War Tax Protest ». Deux pleines pages de publicité dans le New York Post et la New York Review of Books listaient le nom de ceux qui marquaient ainsi leur refus de payer le surplus de 10 % d’impôt imputé à la guerre et affirmaient que l’engagement américain au Viêt Nam était moralement condamnable.

### L'Arc-en-ciel de la gravité
L'Arc-en-ciel de la gravité, publié aux États-Unis en 1973 est le roman le plus reconnu de Pynchon. Il mêle, avec une virtuosité que l’auteur n’avait sans doute pas encore atteinte, nombre des thèmes abordés dans ses premiers romans (prétérition, paranoïa, racisme, colonialisme, conspiration, synchronicité ou entropie…). Considéré comme l’un des archétypes du postmodernisme en littérature, L'Arc-en-ciel de la gravité a suscité un grand nombre de commentaires et d’exégèses ; deux « guides du lecteur » (Fowler 1980 ; Weisenburger 1988) ainsi que des travaux artistiques lui sont même consacrés.
La plus grande partie du roman se déroule à Londres ou en Europe dans les derniers mois de la Seconde Guerre mondiale et les semaines qui ont immédiatement suivi la capitulation allemande du 8 mai 1945. L’incertitude au sujet de la connaissance exacte qu’ont les personnages ou les différents narrateurs des circonstances historiques dans lesquelles ils sont plongés, et en particulier l’Holocauste, n’est jamais levée. Le contraste entre ce doute permanent et l’importance que jouent ces événements dans la représentation commune de cette période historique constitue un des moteurs de la tension dramatique du récit.
Le roman affiche une érudition impressionnante dans son traitement de champs aussi variés que la chimie, les mathématiques, l’histoire, la religion, la musique, la littérature ou le cinéma. Pynchon a travaillé sur le roman tout au long des années 1960 et le début des années 1970 alors qu’il vivait en Californie et à Mexico et a, d’après la légende, effectué des modifications et des additions au manuscrit jusqu’au jour de l’impression (Weisenburger, 1988).
L’Arc-en-ciel de la gravité a remporté le National Book Award en 1974, conjointement avec A Crown of Feathers and Other Stories d’Isaac Bashevis Singer. La même année, le jury a unanimement recommandé L’Arc-en-ciel pour le prix Pulitzer dans la catégorie roman ; cependant les administrateurs du prix ont mis un veto à la recommandation du jury, estimant que le roman était « illisible », « surécrit » et « obscène ». Aucun prix ne fut décerné cette année-là (Kihss 1974). En 1975, Pynchon a décliné la médaille William Dean Howells de l’académie américaine des arts et des lettres.

### AprèsL'Arc-en-ciel de la gravité

#### Vineland
Le quatrième roman de Pynchon est publié aux États-Unis en 1990. Il se déroule principalement en Californie dans les années 1980 et les années 1960. Son centre de gravité (si tant est qu’on puisse en trouver un) est constitué par la relation d’un agent du FBI, impliqué dans le projet COINTELPRO et d’une cinéaste radicale, experte en arts martiaux. Leur relation illustre, avec un humour non dénué de mélancolie, l’opposition entre résistance et réaction, qui, de l’ébullition sociale des années 1960 à la répression nixonienne, traverse cette période de l’histoire américaine.
En 1988, Pynchon a reçu le MacArthur Fellowship et, depuis le début des années 1990, plusieurs commentateurs l’ont mentionné comme un possible récipiendaire du prix Nobel (voir par exemple, Grimes, 1993 ; CNN Book News, 1999 ; Ervin 2000).

#### Mason & Dixon
Le cinquième roman de Pynchon, Mason & Dixon est publié en 1997 aux États-Unis et traduit en 2000 en français. Sa rédaction semble pourtant avoir commencé dès janvier 1975 (Gussov 1998). Richement documenté, il se présente comme une vaste saga relatant les vies et les carrières de deux Anglais, l'astronome Charles Mason et son partenaire l'arpenteur Jeremiah Dixon, chargés de tracer la ligne de démarcation entre le Maryland et la Pennsylvanie (la future ligne Mason-Dixon). Un fil narratif qui, loin de cantonner l'intrigue aux États-Unis naissants, s'étire du Cap à Sainte-Hélène. On y retrouve les motifs habituels de Pynchon, notamment un travail particulier sur la langue, pastiche de l'anglais du XVIIIe siècle. Ce roman a d'ailleurs inspiré l'ex-guitariste de Dire Straits, Mark Knopfler, pour l'écriture de la chanson « Sailing to Philadelphia », du même album (2000).

## Thèmes
En parallèle à son attention à des thèmes comme le racisme, l’impérialisme et la religion, sa connaissance et son appropriation de nombreux éléments traditionnellement imputés à la « haute culture », Pynchon ménage une large place aux artefacts de la culture populaire comme les comics, les dessins animés, les pulp magazines, le cinéma, la télévision, les mythes urbains ou le folk art (art naïf). Cet effacement de la frontière traditionnelle entre « haute » et « basse » culture est interprété par certains critiques comme une des caractéristiques du postmodernisme dont Pynchon serait l’un des plus remarquables représentants.

### La musique populaire
Pynchon est en particulier un aficionado déclaré de la musique populaire. Des paroles de chansons ainsi que des numéros musicaux apparaissent dans chacun de ses romans, et dans l’introduction autobiographique à L’homme qui apprenait lentement, il révèle sa passion pour le jazz et le rock 'n' roll. Le personnage de McClintic Sphere dans V. est un composé fictionnel de maîtres du jazz comme Ornette Coleman, Charlie Parker et Thelonious Monk.
Dans Vente à la criée du lot 49, le leader des « Paranoids » porte « une coupe de Beatles » et chante avec un accent british. Dans les dernières pages de L'Arc-en-ciel de la gravité, Tyrone Slothrop qui joue du kazoo et de l’harmonica est invité sur un disque enregistré par The Fool dans les années 1960 (après avoir retrouvé miraculeusement dans une rivière allemande en 1945 son  harmonica d’époque qu'il avait perdu dans les toilettes du Roseland  Ballroom de Roxbury, Boston en 1939 en écoutant le standard du jazz Cherokee sur lequel Charlie Parker était en train d’inventer simultanément le bebop à New York).
Dans Vineland, Zoyd Wheeler et Isaiah Two Four sont eux aussi musiciens : Zoyd joue du clavier dans un surf band appelé « The Corvairs » tandis qu’Isaiah joue dans le groupe punk « Billy Barf and the Vomitones ». Dans Mason & Dixon, un des personnages joue sur son clavier la chanson à boire qui deviendra plus tard « The Star-Spangled Banner ».
Dans son introduction à L’Homme qui apprenait lentement, Pynchon affirme que les arrangements de Spike Jones ont fait sur lui « une impression indélébile », et en 1994 il écrit le livret de l’album Spiked !, une compilation d’enregistrements de Jones paru sur l’éphémère label Catalyst (BMG). Il s’est livré au même exercice pour Nobody’s cool, le second album du groupe indie rock Lotion, affirmant pour l’occasion que « le rock-and-roll reste l'une des dernières vocations honorables ». Il est aussi connu pour être un fan de Roky Erickson.

### La science
Pynchon possède sans nul doute une culture scientifique au-dessus de la norme pour un écrivain, et les références à des concepts scientifiques sont, dès ses premiers écrits, des éléments importants du récit. L'une de ses premières nouvelles, intitulée Basses-Terres, contient une méditation sur le principe d’incertitude d’Heisenberg. Sa nouvelle suivante, intitulée Entropie est entièrement construite autour des différentes utilisations qui ont été faites du concept du même nom. Dans « Sous la rose » (1961), il introduit parmi les personnages un cyborg placé de manière anachronique dans l’Égypte du XIXe siècle (une anticipation d'un genre que l'on appelle maintenant steampunk). Dans « Intégration secrète » (1964), un groupe de jeunes garçons est confronté aux conséquences de la politique américaine d’intégration. À un moment de l’histoire, les enfants interprètent cette nouvelle politique par le biais des mathématiques, en envisageant l’acception scientifique du mot « intégration », la seule qu'ils soient en mesure de comprendre (ce qui a de quoi surprendre pour des collégiens).
Vente à la criée du lot 49 fait aussi allusion aux théories de la communication et contient plusieurs scènes qui font référence, de manière plus ou moins parodique, au calcul infinitésimal, aux paradoxes de Zénon et au démon de Maxwell.
Comme l’a toutefois reconnu Pynchon lui-même, on aurait tort de lui prêter une réelle expertise scientifique dans ces domaines, surtout au début de sa carrière. Concernant l’entropie, souvent présentée comme l'une de ses spécialités, il déclare qu'il « continue d’essayer de comprendre l’entropie, mais plus j’étudie et plus la chose se fait vague. Je comprends ce qu'en dit le dictionnaire, et aussi les explications d’Isaac Asimov, et un peu des maths » (Pynchon 1984).
Surtout, il porte un regard sévère sur l’usage ostentatoire qu'il a pu en faire au début de sa carrière. « Ce qui m’intéressait, c’était plutôt de tartiner mon papier, parfois dans un style ampoulé » (Pynchon 1984).

## La généalogie de Pynchon
Les noms avancés par les critiques qui ont cherché à établir une généalogie de Pynchon composent un catalogue pour le moins éclectique : Rabelais, Cervantes, Laurence Sterne, Edgar Allan Poe, Nathaniel Hawthorne, Herman Melville, Charles Dickens, Joseph Conrad, Thomas Mann, William Burroughs, Ralph Ellison, Patrick White ou Toni Morrison ont un jour été cités comme les membres d'une hypothétique galaxie Pynchon.
On a aussi inscrit Pynchon dans la filiation des écrivains modernes dont les romans extrêmement longs cherchaient à embrasser de larges problématiques métaphysiques et politiques. Les romans de Pynchon ont dans cette perspective été comparés à quelques-uns des ouvrages fondateurs de la modernité littéraire (Ulysse de Joyce, A passage to India d’E. M. Forster, The Apes of God de Wyndham Lewis, L'Homme sans qualités de Robert Musil ou Le Château de Kafka).
Il est sans doute un peu vain de tenter de reconstituer le fil de cette généalogie. Au-delà des jeux érudits qu’ils autorisent, de tels rapprochements ne sont souvent qu’un moyen de parer symboliquement du prestige d’illustres prédécesseurs un jeune héritier frappant aux portes de la reconnaissance académique. Ce type de spéculations est, il faut le reconnaître, encouragé par l’art de Pynchon de parsemer ses romans comme ses écrits extra-fictionnels d’un foisonnement de références érudites.